# Xã Cresson, Quận Cambria, Pennsylvania
Xã Cresson (tiếng Anh: Cresson Township) là một xã thuộc quận Cambria, tiểu bang Pennsylvania, Hoa Kỳ. Năm 2010, dân số của xã này là 4.336 người.